# فلوبرومازولام
فلوبرومازولام (انگلیسی: Flubromazolam) یک تریازولوبنزودیازپین (TBZD) و از مشتقات بنزودیازپین (BZD) است.  فلوبرومازولام به علت قدرت بالا ممکن است خطرات نسبتاً بالاتری نسبت به سایر بنزودیازپین‌های طراح داشته باشند، به دلیل توانایی آنها در ایجاد آرامبخشی قوی و فراموشی داشته باشد.